# Salvador Fidalgo
Kapitän Don Salvador Fidalgo (* 1756; † 1803) war ein spanischer Seefahrer, Entdecker und Hydrograph im Auftrag der spanischen Krone.

## Leben
In den 1790er Jahren erforschte er die Westküste Amerikas südlich von Alaska, u. a. den Nootka-Sund. Im Jahre 1790 benannte Fidalgo den Hafenort Valdez (Alaska) nach dem spanischen Marineminister Antonio Valdés y Basán. Weiterhin benannte Fidalgo 1790 das Orca Inlet bei Cordova (Alaska) „Puerto Córdova“ nach dem spanischen Admiral Luis de Córdova. Die später nach ihm benannte Insel Fidalgo Island bekam er nie zu Gesicht.